# Mikrozirkulation
Mikrozirkulation bezeichnet in der Medizin die Durchblutung der kleinsten Blutgefäße mit einem Durchmesser kleiner als 100 Mikrometer (zum Beispiel Kapillaren, Arteriolen, Venolen), der sogenannten Mikrogefäße. Die Mikrozirkulation stellt die Verbindung zwischen dem arteriellen und dem venösen System her und führt das Blut in die unmittelbare Nähe der Zellen, sodass die verbliebene Strecke klein genug für den Stoffaustausch per Diffusion ist; außerdem ermöglicht sie den Übertritt von Zellen aus dem Blut ins Gewebe, etwa von Immunzellen bei Entzündung. Innerhalb des Blutgefäßsystems ist die Mikrozirkulation der Abschnitt mit dem größten Gesamtdurchmesser und folglich der geringsten Strömungsgeschwindigkeit.
Durchblutungsstörungen der Mikrozirkulation finden sich beispielsweise bei Diabetes mellitus, Sklerodermie, Hyperviskositätssyndrom, Leukämie, Malaria oder Sepsis sowie bei schweren Verletzungen und chirurgischen Eingriffen. Die koronare Herzkrankheit, der Schlaganfall und die periphere arterielle Verschlusskrankheit sind dagegen Beispiele für Durchblutungsstörungen durch Einengung oder Verschluss zuführender arterieller Gefäße.